# Очистка сточных вод

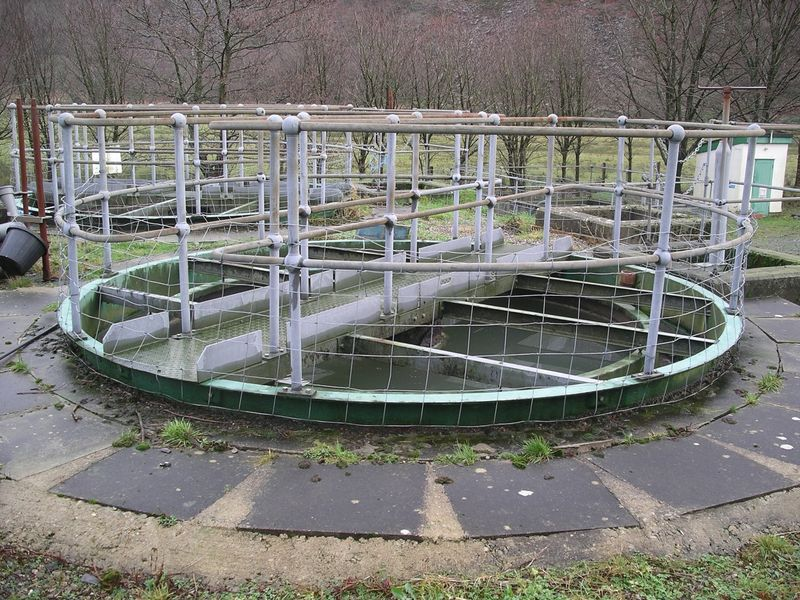
Танк-отстойник первичной очистки

Очистка сточных вод — комплекс мероприятий по удалению загрязнений, содержащихся в бытовых и промышленных сточных водах перед выпуском их в водоёмы. Очистка сточных вод осуществляется на специальных очистных сооружениях.
Процесс очистки делится на 4 этапа:
- механический
- биологический
- физико-химический
- дезинфекция сточных вод.

## Механический этап

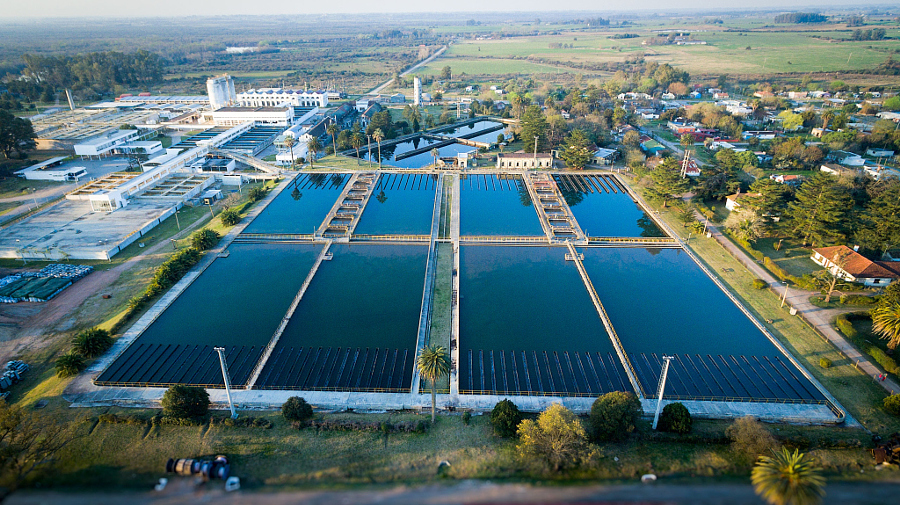
Пункт очистки воды в Агуас-Корриентес (Уругвай)

Производится предварительная очистка поступающих на очистные сооружения сточных вод с целью подготовки их к биологической очистке. На механическом этапе происходит задержание грубых и тонкодисперсных примесей.
Сооружения для механической очистки сточных вод:
- решётки (или УФС — устройство фильтрующее самоочищающееся) и сита;
- песколовки;
- первичные отстойники;
- фильтры;
- септики.

Для задержания крупных загрязнений органического и минерального происхождения применяются решётки и для более полного выделения грубодисперсных примесей — сита. Максимальная ширина прозоров решётки составляет 16 мм. Отбросы с решёток либо дробят и направляют для совместной переработки с осадками очистных сооружений, либо вывозят в места обработки твёрдых бытовых и промышленных отходов.
Затем стоки проходят через песколовки, где происходит осаждение мелких частиц (песок, шлак, битое стекло и т. п.) под действием силы тяжести, и жироловки, в которых происходит удаление с поверхности воды гидрофобных веществ путём флотации. Песок из песколовок обычно складируется или используется в дорожных работах.
Первичные отстойники, куда на следующем этапе попадает вода, предназначены для осаждения взвешенной органики. Это железобетонные резервуары глубиной три-пять метров, радиальной или прямоугольной формы. В их центры снизу подаются стоки, осадок собирается в центральный приямок проходящими по всей плоскости дна скребками, а специальный поплавок сверху сгоняет все более лёгкие, чем вода, загрязнения в бункер.
Очищенные таким образом сточные воды переходят на первичные отстойники для выделения взвешенных веществ. Снижение БПК составляет 20-40 %.
В результате механической очистки удаляется до 60-70 % минеральных загрязнений, а БПК снижается на 30 %.
Кроме того, механическая стадия очистки важна для создания равномерного движения сточных вод (усреднения) и позволяет избежать колебаний объёма стоков на биологическом этапе.

## Биологический этап

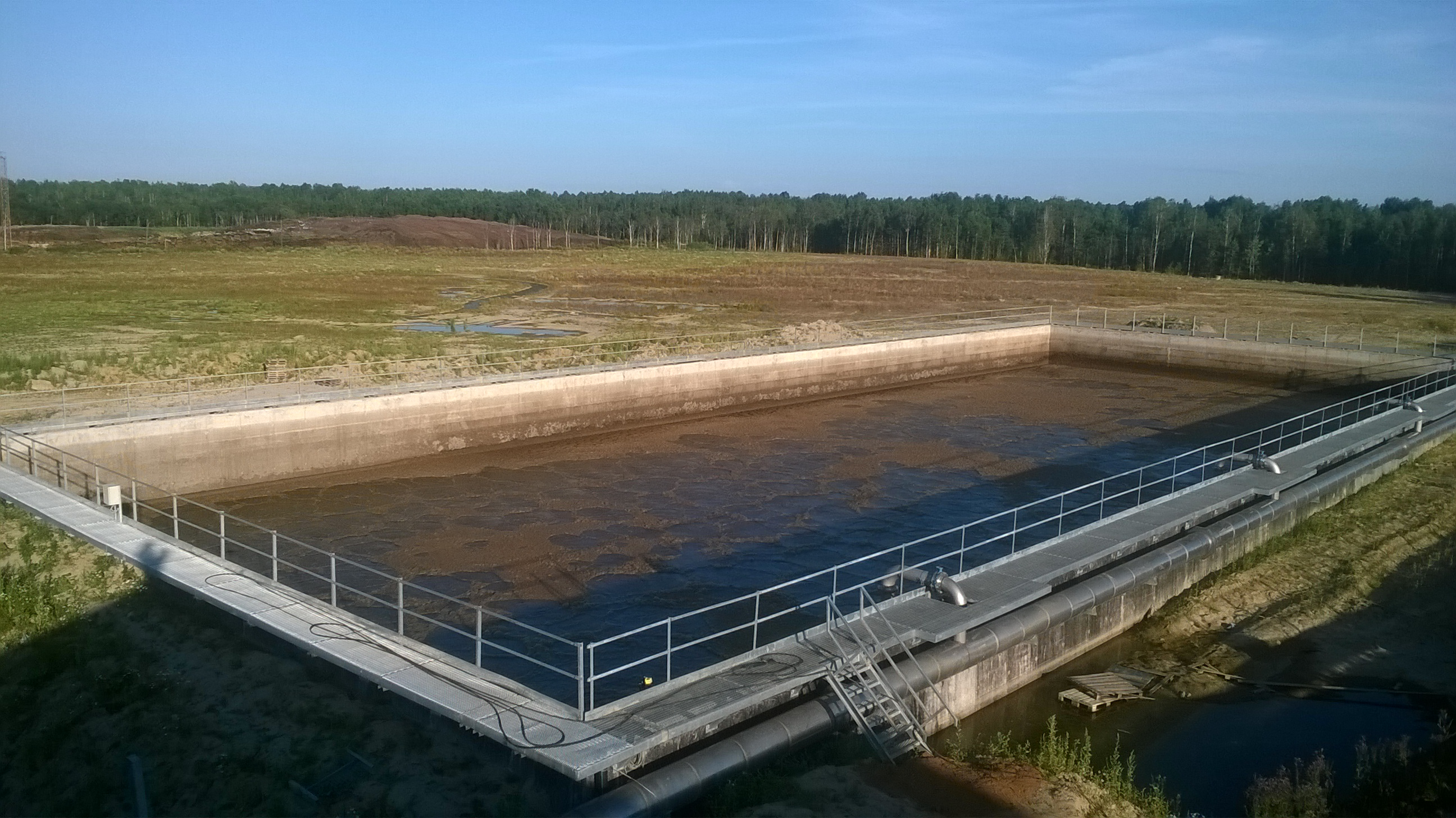
Аэротенк

Биологическая очистка является основным этапом очистки сточных вод. Предполагает очистку растворённой части загрязнений сточных вод (органические загрязнения — ХПК, БПК; биогенные вещества — азот и фосфор) специальным биоценозом (бактерий, простейших и многоклеточных организмов), который называется активным илом или биоплёнкой.
Могут использоваться как аэробные, так и анаэробные бактерии, в зависимости от наличия или отсутствия кислорода воздуха в иловой смеси (смеси активного ила и сточной воды). На этом основана реализация процессов аэробной очистки от органических веществ и нитрификации (окисления органических загрязнений и аммонийного азота в аэробных условиях) и денитрификации (окисления нитратов до газообразного азота в аноксидных условиях).
С технической точки зрения различают несколько вариантов биологической очистки. На данный момент основными являются варианты со свободно плавающим илом — активный ил (аэротенки), с прикреплёнными микроорганизмами на специальных носителях — биофильтры и метантенки (анаэробное брожение). Последние используются для получения из осадков природного газа (метана), так называемого биогаза.
Системы со свободно плавающим активным илом могут реализовываться в проточном режиме (аэротенк-отстойник) и в циклическом режиме (реакторы периодического действия).
Также в биологической очистке после аэротенков существует вторичные отстойники. Во вторичных отстойниках находятся илососы. Они предназначены для удаления активного ила со дна вторичных отстойников и возврат в аэротенк (возвратный ил). Лишний прирощенный ил выводится из системы (избыточный ил) и направляется на поля орошения.
Биологическая очистка основана на способности активного ила к осаждению, поэтому всегда процесс биологической очистки включает два этапа: 1. контакт активного ила с загрязнённой водой определённое время (рассчитывается по различным методикам), 2. отстаивание (процесс гравитационного разделения активного ила и очищенной воды. Для ускорения процесса илоразделения самой современной является технология мембранного разделения с применением ультрафильтрационных мембран.

## Физико-химический этап
Данные методы используют для доочистки от растворённых примесей, а в некоторых случаях и от взвешенных веществ. Многие методы физико-химической очистки требуют предварительного глубокого выделения из сточной воды взвешенных веществ, для чего широко используют процесс коагуляции.
В настоящее время в связи с использованием оборотных систем водоснабжения существенно увеличивается применение физико-химических методов очистки сточных вод, основными из которых являются:
- Аэрация
- флотация;
- сорбция;
- центрифугирование;
- ионообменная и электрохимическая очистка;
- гиперфильтрация;
- нейтрализация;
- экстракция;
- эвапорация;
- выпаривание, испарение и кристаллизация.

Важным этапом при очистке сточных вод является механическое обезвоживание осадка.
На данный момент существует несколько технологий обезвоживания — с помощью камерных фильтр-прессов, с помощью дисковых шнековых дегидраторов, с помощью ленточных прессов и с помощью центрифуг (декантеров).
Каждая технология имеет свои плюсы и минусы (занимаемая площадь, энергопотребление, стоимость и т. п.).
При обезвоживании обычно используют реагент (флокулянт) для увеличения эффективности обезвоживания.
В настоящее время широкое применение получает использование центрифуг для обезвоживания. Качество разделения жидкой и твёрдой фракции самое высокое из вышеупомянутых технологий.

## Дезинфекция сточных вод
Для окончательного обеззараживания сточных вод, предназначенных для сброса на рельеф местности или в водоём, применяют установки ультрафиолетового облучения.
Для обеззараживания биологически очищенных сточных вод, наряду с ультрафиолетовым облучением, которое используется, как правило, на очистных сооружениях крупных городов, применяется также обработка хлором в течение 30 минут.
Хлор уже давно используется в качестве основного обеззараживающего реагента практически на всех очистных сооружениях в городах России. Поскольку хлор довольно токсичен и представляет опасность, очистные предприятия многих городов России уже активно рассматривают другие реагенты для обеззараживания сточных вод, такие как гипохлорит, дезавид (сам реагент и его компоненты не входят в список разрешённых к применению в целях обеззараживания. В ЕС основной компонент запрещён с 09.02.2010), а применяется озонирование.

## Мобильные устройства водоочистки
Наряду со стационарными станциями очистки сточных вод в случаях, когда имеется потребность в очистке небольших их объёмах или не постоянно, применяются мобильные станции водоочистки. Как правило, они состоят из барботера, угольного фильтра, ёмкости обеззараживания и циркуляционного насоса.

## Термическая утилизация

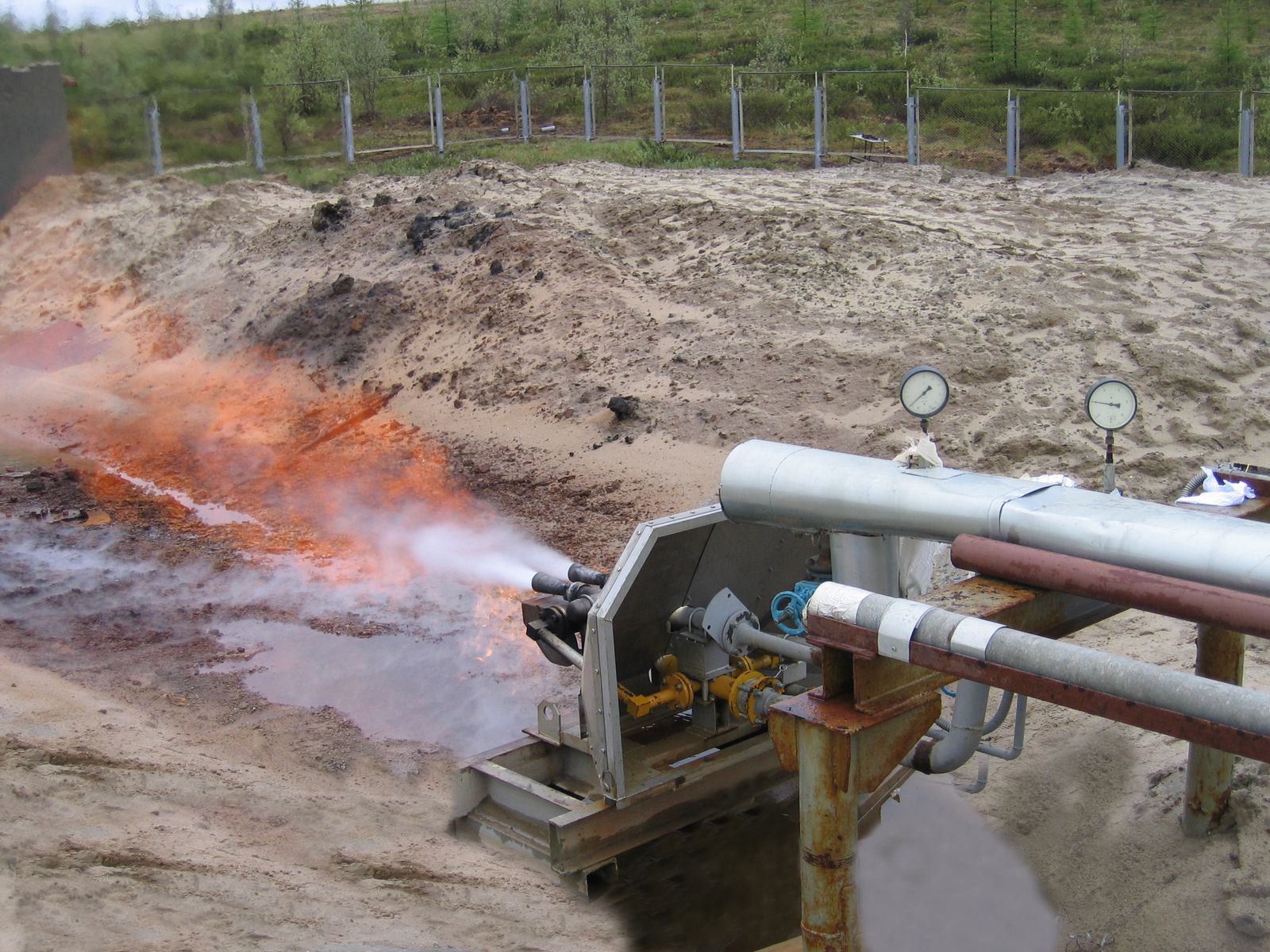
Факельная установка ГФУ-5 сжигает стоки на месторождении Медвежье. 2009

В ряде случаев механическая и химреагентная очистка не даёт необходимых результатов. Альтернативой является термическая утилизация технологических сточных вод путём их сжигания в печах, горелках и различного рода установках. За рубежом наибольшее распространение получили печи термического разложения (более совершенные, но дорогостоящие). В России широко используется огневой метод — универсальный, надёжный и недорогой.
Суть его заключается в том, что технологические стоки в распылённом мелкодисперсном состоянии впрыскиваются в факел, образуемый при сжигании газообразного или жидкого топлива. При этом
происходит испарение воды, а вредные примеси разлагаются (сгорают) до составляющих (СО2 и Н2О).

## Происхождение названия «станция аэрации»
В некоторых городах России, например, в Москве и Санкт-Петербурге, очистные сооружения из соображений благозвучности носят название «станция аэрации» (в Москве) или «центр аэрации» (ЦА) (в Санкт-Петербурге). В очистных сооружениях аэрация действительно применяется и является основным, но не единственным процессом.